# Vetulina
Vetulina és un gènere de demosponges de la subclasse Heteroscleromorpha. És l'únic gènere de la família monotípica Vetulinidae i l'ordre monotípic Sphaerocladina.

## Taxonomia
Hi ha tres espècies reconegudes dins del gènere:
- Vetulina indica Pisera, Łukowiak, Fromont & Schuster, 2017
- Vetulina rugosa Pisera, Łukowiak, Fromont & Schuster, 2017
- Vetulina stalactites Schmidt, 1879